# Sinalco

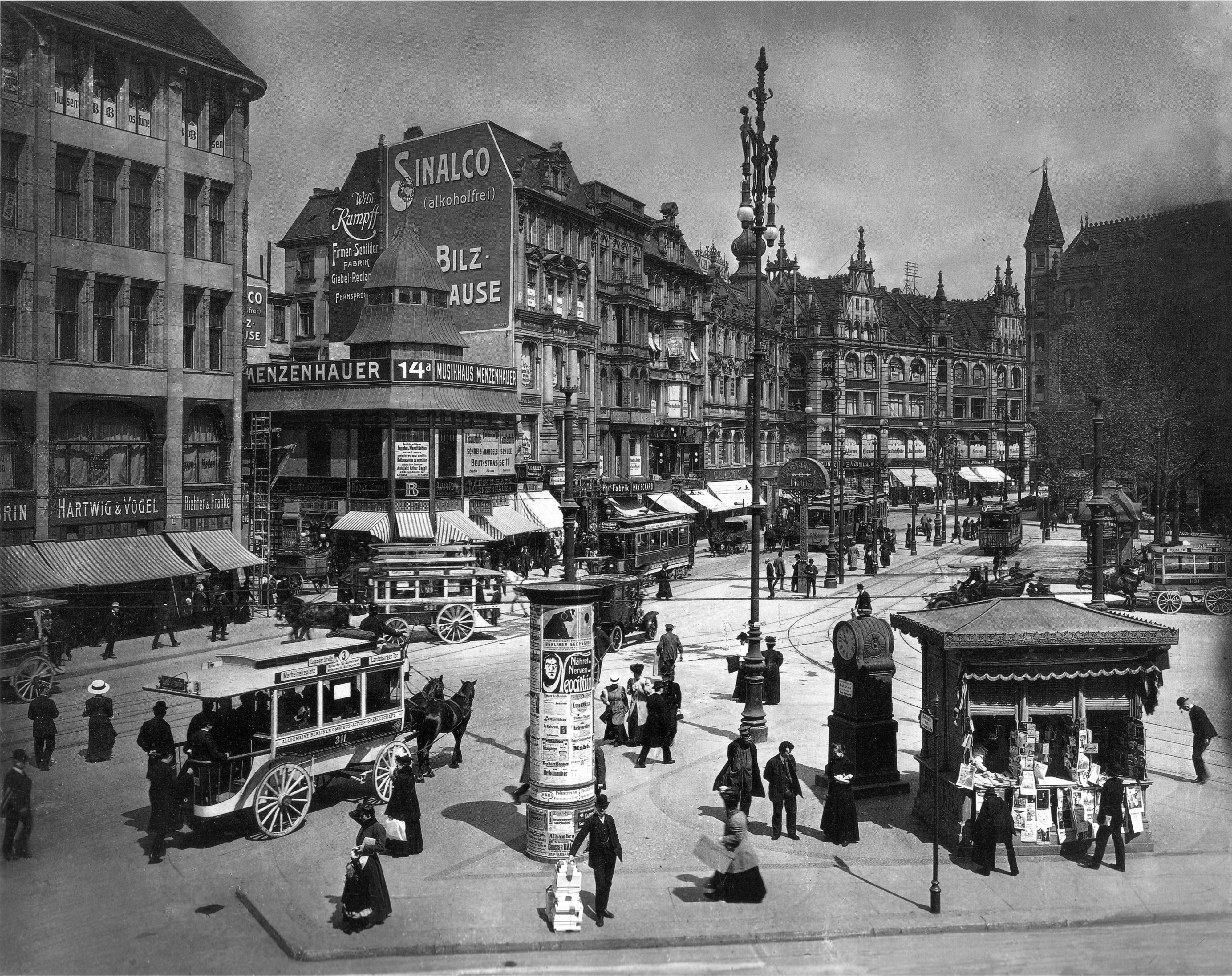
Reclame voor Sinalco op een foto uit Berlijn, 1909

Sinalco is een frisdrankmerk dat in meer dan 40 landen wordt verkocht. Het merk werd in 1902 bedacht door de Duitse natuurgeneeskundige Friedrich Eduard Bilz met de in frisdrank gespecialiseerde zakenman Franz Hartmann. Sinalco is het oudste Europese merk dat nog altijd wordt verkocht.
De naam Sinalco staat voor sine alcohole, wat Latijn is voor "zonder alcohol". Deze naam werd gekozen na een prijsvraag. Als een van de eerste frisdrankmerken werd het al gauw (vanaf 1907) geëxporteerd naar onder andere Zuid-Amerika en het Midden-Oosten. Het logo met de rode cirkel werd geregistreerd in 1937. Een fles met een zeer herkenbare vorm werd geïntroduceerd in de jaren 50 en aan het eind van de eeuw aangepast aan de moderne tijd. Vanaf 2002 wordt de herkenbare flesvorm ook gebruikt voor petflessen.

## Producten
Enkele producten van Sinalco:
- Sinalco Cola
- Sinalco Orange
- Sinalco Lemon-lime
- Sinalco Cloudy Lemon
- Sinalco Spezial
- Sinalco Apple
- Sinalco Rosso (bloedsinaasappel en passievrucht)
- Sinalco Fresco
- Sinalco Caribico

Bovendien bottelt Sinalco energiedranken, thee en water.